# Petrus von Tusculum
Petrus von Tusculum († 1049, auch Petrus II. von Silva Candida) war ein Kardinal des 11. Jahrhunderts.

## Leben
Petrus, Neffe der Päpste Benedikt VIII. und Johannes XIX., wurde von Letzterem 1025 zum Kardinalbischof von Silva Candida erhoben. Als Vertreter des Papstes nahm er an der Kaiserkrönung Konrads II. im Jahr 1027 teil. Unter seinem Cousin Papst Benedikt IX. bekleidete er das Amt des Kanzlers und Bibliothekars der Heiligen Römischen Kirche. Er starb 1049 und wurde in der Kirche Sant’Alessio all’Aventino beigesetzt.